# Église Saint-Martin de Boinville-en-Mantois
L'église Saint-Martin est une église catholique paroissiale située à Boinville-en-Mantois, dans les Yvelines, en France. Elle a été inscrite monument historique par arrêté du 17 février 1950.

## Localisation
Elle est située au no 3, place de l'Église.

## Histoire
L'église Saint-Martin a été édifiée au XIVe siècle.
Il ne reste de l'édifice originel que le clocher rectangulaire à contreforts, surmonté d'un toit en chapiteau.

## Description
La façade principale est percée d'une porte surélevée par une série de marches, et dont la partie supérieure est occupée par une baie circulaire.
Les quatre étages sont divisés par des corniches. Seuls les troisième et quatrième étages ont des fenêtres cintrées ou géminées.
Du côté nord-ouest, des arabesques ornementales, en forme de lettre A, sont taillées dans le calcaire.